# 切哈努夫
切哈努夫（波蘭語：Ciechanów，波蘭語發音：[t͡ɕeˈxanuf] ⓘ，齐谢瑙）位于波兰中部马佐夫舍省内。位于华沙北部约100公里处。

## 友好城市
- 法國 默东